# Proaza
Proaza település Spanyolországban, Asztúria autonóm közösségben. Proaza Grado, Santo Adriano, Quirós, Teverga és Yernes y Tameza községekkel határos. Lakosainak száma 675 fő (2024).

## Népesség
A település népessége az utóbbi években az alábbiak szerint változott:
| Lakosok száma | 903  | 815  | 794  | 797  | 813  | 786  | 754  | 744  | 715  | 675  |
|               | 2001 | 2004 | 2007 | 2009 | 2012 | 2014 | 2017 | 2019 | 2022 | 2024 |